# Shot in the Back of the Head
«Shot in the Back of the Head» (рус. Застреленный в затылок) — первый сингл с девятого альбома Моби, Wait for Me, релиз которого состоялся 30 июня 2009 года. Эта инструментальная композиция отличается от жизнерадостных диско-ритмов предыдущего альбома Моби более «тёмным» синтезаторным звучанием. Она доступна для бесплатного скачивания с официального сайта Моби с 15 апреля 2009 года.

## Клип
Клип снял Дэвид Линч. Он выполнен в манере нарочито грубой монохромной анимации с элементами сюрреализма, характерной для раннего творчества режиссёра. Как и в названии, в клипе присутствует выстрел в затылок человека, влюблённого в некую женщину (показана только её голова). В городском пейзаже доминируют дымящие чёрные фабрики — образность эпохи промышленной революции в последнее время завораживает Линча.
Авторитетное издание Rolling Stone описало новую работу Линча следующим образом: «Как будто восьмилетний ребёнок на уроке рисования, имея под рукой только белые и чёрные мелки, попытался проиллюстрировать сценарий „Головы-ластика“. Занятно, что Линчу понадобилось всего 3 минуты и 16 секунд, чтобы создать нечто более запутанное, чем „Шоссе в никуда“».